# Web Content Accessibility Guidelines
Web Content Accessibility Guidelines (WCAG) är en del av flera samlingar riktlinjer för tillgänglighet på webben publicerade inom initiativet Web Accessibility Initiative (WAI) från World Wide Web Consortium (W3C). Riktlinjerna specificerar primärt hur webbplatser görs tillgängliga för personer med funktionsnedsättning men även hur användbarhet kan uppnås för alla användare. 
WCAG 2.0 från december 2008 blev en ISO standard i oktober 2012. Sedan den 5 oktober 2023 rekommenderas WCAG 2.2.
I EU ställer webbtillgänglighetsdirektivet krav på myndigheter och andra offentliga aktörer att uppnå minst nivån AA i den tregradiga skalan som anges i WCAG 2.1. I Sverige implementeras detta EU-direktiv genom Förordning (2018:1938) om tillgänglighet till digital offentlig service, som började gälla den 1 januari 2019. Tillsynsmyndighet är DIGG (Myndigheten för digital förvaltning).. Tidigare utvecklade Verva (Verket för förvaltningsutveckling) riktlinjer för svenska offentliga webbplatser, och publicerade dessa 2006.

## Versioner

### Version 1
WCAG 1.0 består av 14 riktlinjer - som var och en beskriver en allmän princip för tillgänglig design.

### Version 2
WCAG 2.0 består av tolv riktlinjer organiserade under fyra principer som innebär att webbplatser måste vara möjliga att uppfatta, hanterbara, begripliga och robusta.
WCAG 2.1 publicerades i juni 2018. WCAG 2.2 rekommenderas av W3C sedan den 5 oktober 2023